# Onthophagus cuneus
Onthophagus cuneus là một loài bọ cánh cứng trong họ Bọ hung (Scarabaeidae).